# Лежа (река)
Ле́жа (Олидовка) — река в Вологодской области России, правый приток Сухоны, принадлежит бассейну Северной Двины. Протекает по Грязовецкому и Вологодскому районам. Длина — 178 км, площадь бассейна — 3550 км², средний расход воды в 47 км от устья — 10,5 м³/с.

## Течение

Схема бассейна Северной Двины

Лежа начинается в лесном ненаселённом районе рядом с местом, где сходятся Вологодская, Ярославская и Костромская области, течёт на север, затем на северо-запад. Высота истока — 174,9 м над уровнем моря. Течение слабое, русло реки очень извилистое. В среднем течении рядом с устьем правого притока — Вохтожки — расположен посёлок городского типа Вохтога, стоящий на железной дороге Буй — Вологда.
В нижнем течении после впадения самого большого притока — Комёлы — Лежа выходит на обширную заболоченную низменность. Течение практически исчезает. Лежа впадает в Сухону в нескольких сотнях метров ниже устья Вологды. За пять километров до устья от Лежи отходит боковая протока, называемая Окольная Сухона, соединяющая её с Вологдой. Высота устья — 106,7 м над уровнем моря.

## Притоки
Крупнейшие притоки: Сеньга, Комёла (левые); Вохтожка (правый).
(расстояние от устья)
- 9 км: река Лоста (лв)
- 26 км: река Комёла (лв)
- 29 км: река Звозная (лв)
- 36 км: река Кохтыш (лв)
- 43 км: река Великая (пр)
- 50 км: река Малая Шохма (лв)
- 58 км: река Еда (лв)
- 64 км: река Почка (лв)
- 74 км: река Сеньга (лв)
- 110 км: река Вохтожка (пр)
- 167 км: река Пешма (пр)

## Данные водного реестра
По данным государственного водного реестра России относится к Двинско-Печорскому бассейновому округу, водохозяйственный участок реки — Северная Двина от начала реки до впадения реки Вычегда, без рек Юг и Сухона (от истока до Кубенского гидроузла), речной подбассейн реки — Сухона. Речной бассейн реки — Северная Двина.
Код объекта в государственном водном реестре — 03020100312103000006622.